# Abisara uniformis
Abisara uniformis är en fjärilsart som beskrevs av Riley 1932. Abisara uniformis ingår i släktet Abisara och familjen Riodinidae. Inga underarter finns listade i Catalogue of Life.